# Joseph S. Nelson
Joseph Schieser Nelson (ur. 12 kwietnia 1937 w San Francisco, zm. 9 sierpnia 2011 w Alberta w Kanadzie) – kanadyjski zoolog, światowej sławy ekspert w zakresie systematyki ryb i były kierownik departamentu zoologii University of Alberta. 

## Życiorys
Jego badania i praca naukowa koncentrowały się głównie na systematyce ryb. Najbardziej znany jest jako autor książki Fishes of the World (Ryby świata), której pierwsza edycja ukazała się w 1976 roku, a ostatnia, czwarta edycja, w 2006. Zawarł w niej naukowy, kompleksowy przegląd wszystkich rodzin ryb kopalnych i współcześnie żyjących. Książka ta stała się standardowym odniesieniem w systematyce i ewolucji tej grupy kręgowców.
W 1960 roku Joseph S. Nelson otrzymał licencjat z informatyki na University of British Columbia. W 1962 – tytuł magistra na University of Alberta, a w 1965 – na University of British Columbia, po obronie pracy magisterskiej zatytułowanej Hybridization and isolating mechanisms in Catostomus commersonii and Catostomus macrocheilus (Pisces: Catostomidae) otrzymał doktorat (PhD). Joseph S. Nelson wykładał na University of Alberta, gdzie zrealizował większość swojej kariery zawodowej. Zachował pozycję emerytowanego profesora i pozostał aktywny naukowo aż do ostatnich lat życia W wolnym czasie trenował karate – był posiadaczem czarnego pasa w tej dyscyplinie.
Gatunki opisane naukowo przez Josepha S. Nelsona:
- Bembrops morelandi Nelson, 1978
- Limnichthys polyactis Nelson, 1978
- Hemerocoetes artus Nelson, 1979
- Hemerocoetes morelandi Nelson, 1979
- Psychrolutes sio Nelson, 1980
- Pteropsaron heemstrai Nelson, 1982
- Osopsaron natalensis Nelson, 1982
- Ebinania macquariensis Nelson, 1982
- Ebinania malacocephala Nelson, 1985
- Creedia alleni Nelson, 1983
- Creedia partimsquamigera Nelson, 1983
- Crystallodytes pauciradiatus Nelson & Randall, 1985
- Cottunculus nudus Nelson, 1989
- Psychrolutes microporos Nelson, 1995
- Ambophthalmos eurystigmatephoros Jackson & Nelson, 1999
- Neophrynichthys heterospilos Jackson & Nelson, 2000
- Ebinania australiae Jackson & Nelson, 2006

Gatunki, którym nadano nazwy honorujące J. S. Nelsona:
- Barilius nelsoni Barman, 1988
- Bembrops nelsoni Thompson & Suttkus, 2002
- Granulacanthus joenelsoni Hanke, Wilson, & Lindoe, 2001
- Myopsaron nelsoni Shibukawa, 2010